# ری کوریگان
ری "کرش" کوریگان (انگلیسی: Ray "Crash" Corrigan؛ ۱۴ فوریهٔ ۱۹۰۲ – ۱۰ اوت ۱۹۷۶) یک هنرپیشه و بدل‌کار اهل ایالات متحده آمریکا بود.
او در برخی از فیلم‌های دوران خود (از جمله فیلم‌های تارزان)، در نقش «گوریل» (در لباس مبدل) ظاهر می‌شد.
از فیلم‌های او می‌توان به تارزان و معشوقه‌اش، شی، فلش گوردون و تارزان مرد گوریلی اشاره نمود.